# 贾斯珀县 (印第安纳州)
贾斯珀縣（英語：Jasper County）是位於美国印第安纳州西北部的一個縣，面積1,454平方公里。根据2020年美國人口普查，共有人口32,918人。縣治伦斯勒（Rensselaer）。該縣成立於1838年3月15日，縣名是紀念美國獨立戰爭軍人威廉·贾斯珀（William Jasper）。